# Veľká Mača
Veľká Mača és un poble i municipi d'Eslovàquia que es troba a la regió de Trnava, a l'oest del país.

## Història
La primera menció escrita de la vila es remunta al 1326.

## Demografia
| Godina             | 1994 | 2004   | 2014   | 2024   |
| ------------------ | ---- | ------ | ------ | ------ |
| Nombre de persones | 2559 | 2614   | 2571   | 2560   |
| Diferència         |      | +2,14% | −1,64% | −0,42% |

| Godina             | 2023 | 2024   |
| ------------------ | ---- | ------ |
| Nombre de persones | 2564 | 2560   |
| Diferència         |      | −0,15% |